# Otyłość brzuszna

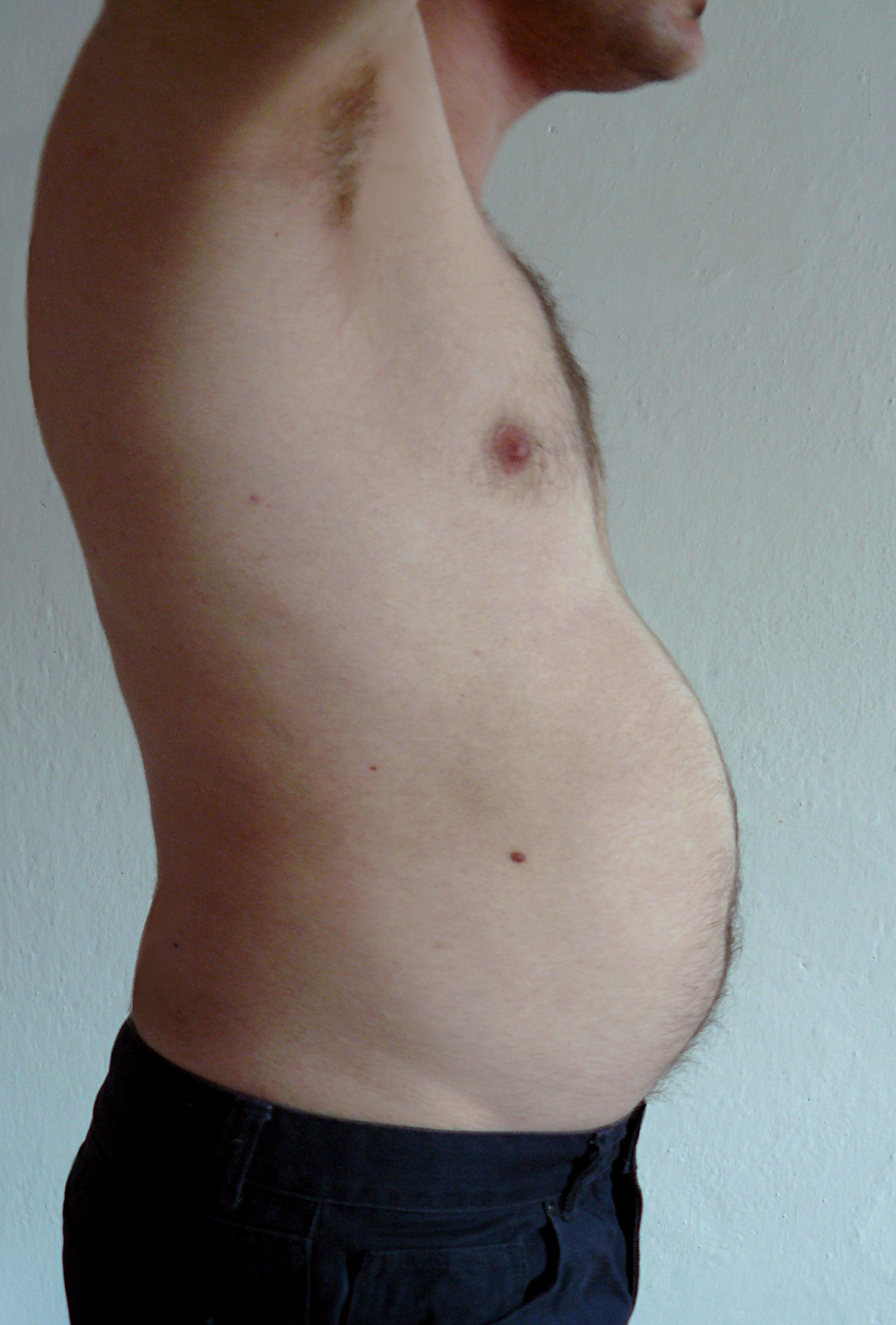
Otyłość brzuszna u mężczyzny

Otyłość brzuszna, otyłość centralna, otyłość trzewna, otyłość androidalna, otyłość typu jabłka, otyłość typu męskiego, otyłość wisceralna – otyłość częściej spotykana u mężczyzn niż u kobiet. Jej powikłaniami mogą być: 
- choroby metaboliczne (np. hiperlipidemia)
- choroby układu krążenia (np. choroba wieńcowa, zawał serca)
  - choroby naczyń (np. miażdżyca, zawał mózgu)
- nadciśnienie tętnicze
- cukrzyca
- choroby narządu ruchu (np. choroba zwyrodnieniowa stawów).

Otyłość brzuszna występuje głównie w krajach wysoko rozwiniętych, w tym w Polsce.

## Rozpoznanie
Pierwszy stopień otyłości brzusznej rozpoznaje się, gdy obwód pasa wynosi co najmniej 94 cm u mężczyzny i 80 cm u kobiety, a stopień drugi od 102 cm u mężczyzny i 88 u kobiety. Do określenia rozmieszczenia tkanki tłuszczowej wykorzystuje się również stosunek obwodu talii do obwodu bioder (jego wartość większa niż 1 u mężczyzn i 0,85 u kobiet świadczy o otyłości brzusznej).

## Przyczyny
Głównymi przyczynami otyłości brzusznej są nieodpowiedni styl życia, złe odżywianie, nieuprawianie sportu. Choroba ta może mieć również podłoże genetyczne, hormonalne oraz psychiczne.

## Określenia slangowe
Istnieje pogląd, że otyłość brzuszna może być powodowana dostarczaniem organizmowi zbyt dużej ilości tzw. pustych kalorii przez picie dużych ilości alkoholu, zwłaszcza piwa, systematycznie przez długi okres. Trunek ten dodatkowo powoduje zwiększony apetyt, szczególnie na tłuste i słone posiłki. W taki sposób u osób konsumujących ten trunek powstaje zwykle otyłość brzuszna nazywana żartobliwie mięśniem piwnym, brzuszkiem piwnym lub beercepsem. W jednym z badań wykazano jednak, że osoby pijące piwo nie są bardziej podatne na otyłość brzuszną niż osoby niepijące lub pijące wino albo alkohole wysokoprocentowe, w tym różnego rodzaju wódki.

## Klasyfikacja ICD10
| kod ICD10     | nazwa choroby                                |
| ------------- | -------------------------------------------- |
| ICD-10: E66   | Otyłość                                      |
| ICD-10: E66.0 | Otyłość spowodowana nadmierną podażą energii |
| ICD-10: E66.1 | Otyłość polekowa                             |
| ICD-10: E66.2 | Ciężka otyłość z hipowentylacją pęcherzykową |
| ICD-10: E66.8 | Inne postacie otyłości                       |
| ICD-10: E66.9 | Otyłość, nie określona                       |